# Mercedes-Benz C 112

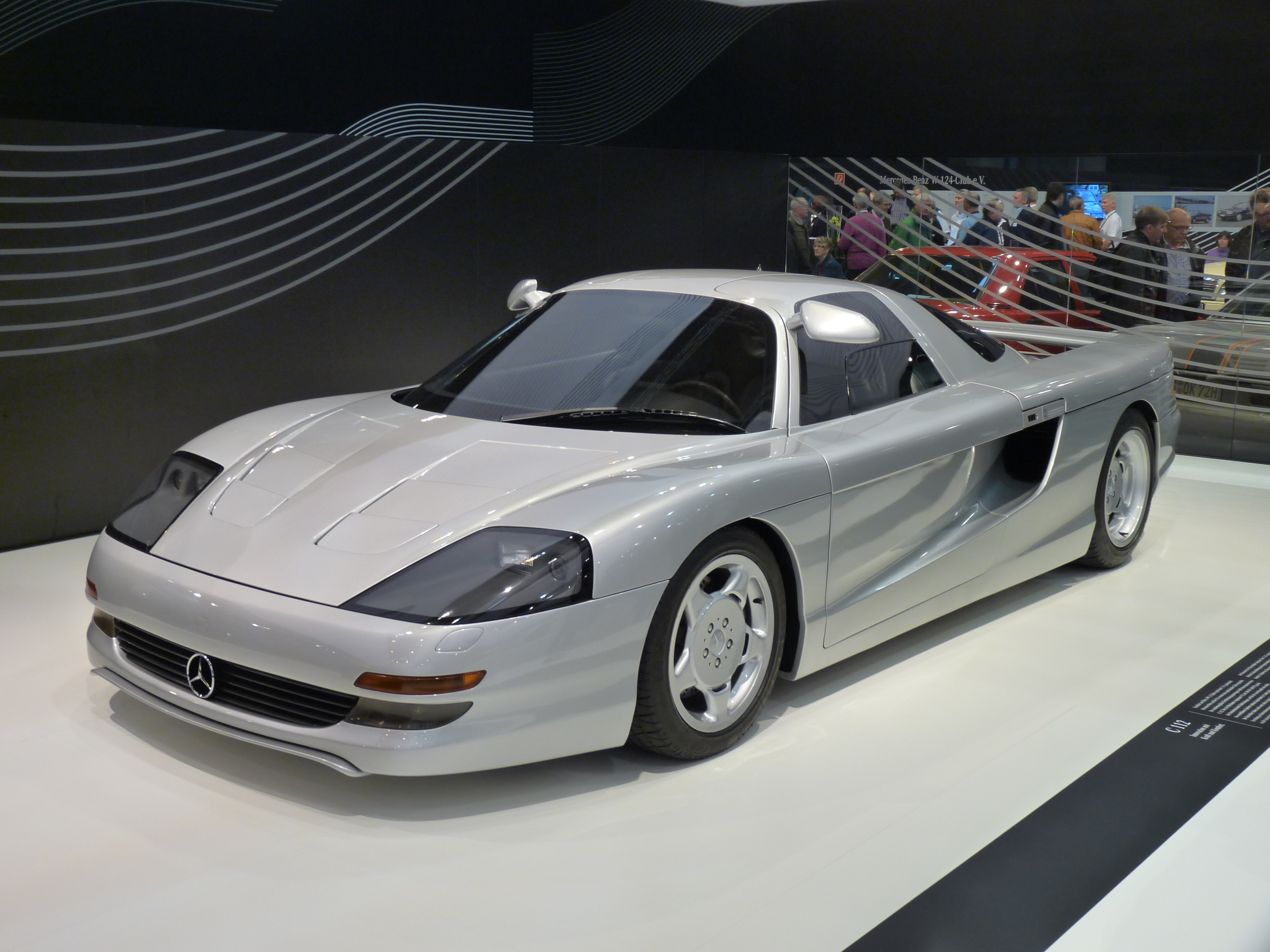
Mercedes-Benz C 112

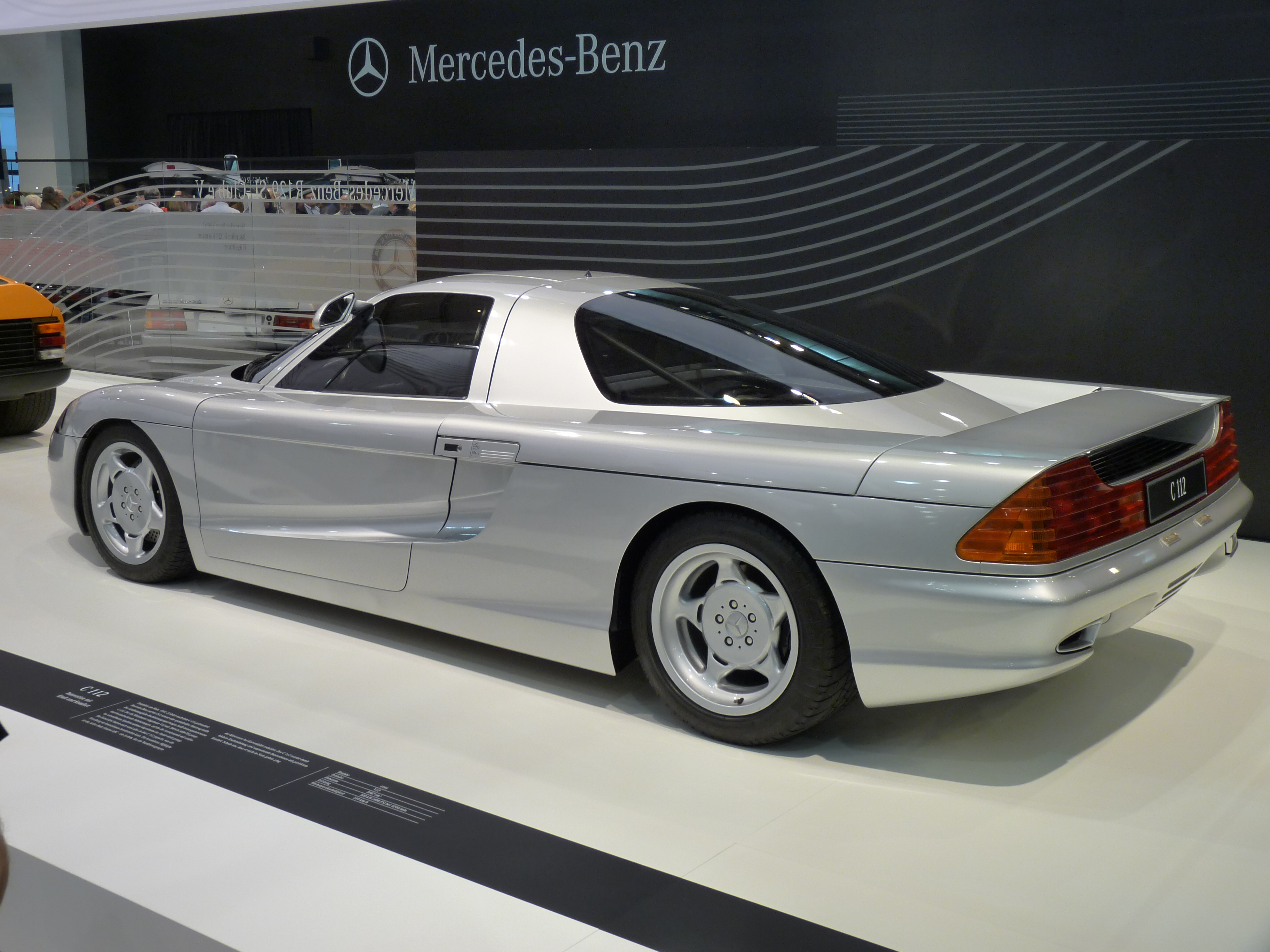
Heckansicht

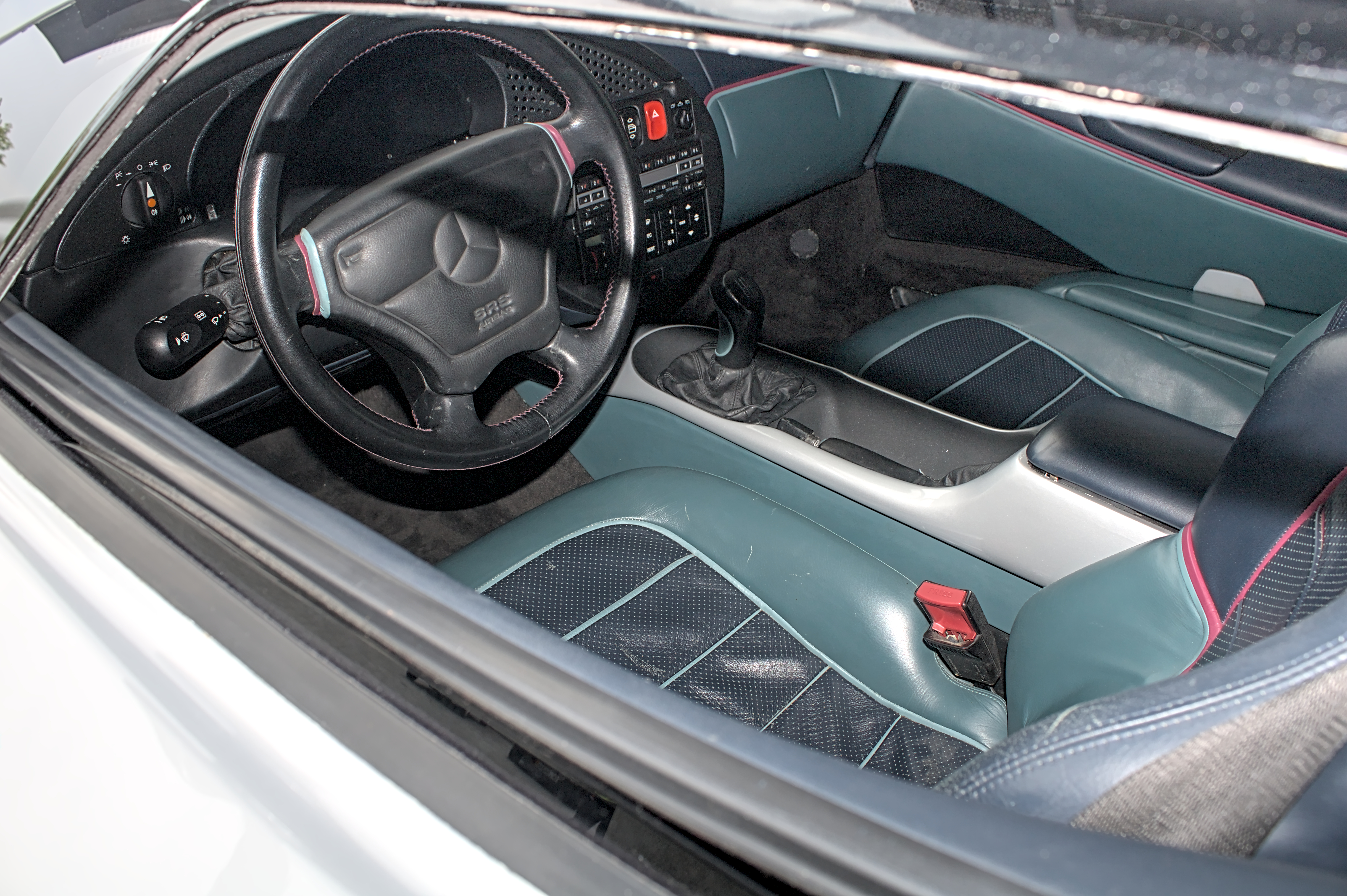
Innenraum

Der C 112 ist ein Sportwagen von Mercedes-Benz, der 1991 auf der Internationalen Automobil-Ausstellung in Frankfurt am Main vorgestellt wurde.

## Karosserie
Der Supersportwagen steht in der Tradition des Versuchsfahrzeugs C 111 und hat neben einem schnittigen Design auch Flügeltüren wie der legendäre 300 SL. Gedacht war der C 112, der ungefähr 1600 kg wiegt, vor allem als Testfahrzeug für das Strömungsverhalten der Karosserie und des ABC-Fahrwerks. Interessant sind auch die verstellbaren Front- und Heckspoiler, die als Luftbremse genutzt werden konnten. Diese Luftbremse findet sich im Mercedes-Benz SLR McLaren wieder. Der Innenraum ist mit einer kompletten Lederausstattung sowie einer Klimaautomatik und Kassettenradio versehen.

## Technik
Als Antrieb dient der 6,0-Liter-V12 aus dem SL 600. Als Mittelmotor eingebaut hat er wie im SL eine Leistung von 300 kW (408 PS). Auch für noch stärkere Triebwerke wäre Platz gewesen. Die Kraftübertragung erfolgt über ein 6-Gang-Schaltgetriebe. Erstmals verbauten die Mercedes-Ingenieure einen Abstandswarner (ähnlich dem, der seit einigen Jahren in der S-Klasse angeboten wird) und ein Fahrwerk mit Active Body Control. Als Höchstgeschwindigkeit gab Mercedes-Benz über 310 km/h an, die Beschleunigung von 0–100 km/h dürfte etwa 5 Sekunden betragen.

## Produktion
Mercedes-Benz entschied trotz 700 Bestellungen, das Fahrzeug nicht in Serie gehen zu lassen. So blieb der C 112 ein reiner Testträger. Allerdings gab es wenige Jahre später einen sehr ähnlichen Mittelmotor-Mercedes zu kaufen: ab 1996 wurde der Mercedes-Benz CLK GTR als GT1-Rennwagen für die FIA-GT-Meisterschaft entwickelt, als Gegenstück zum Porsche 911 GT1. Aufgrund des GT-Reglements mussten auch Versionen für den Straßeneinsatz in geringer zweistelliger Stückzahl gebaut, zugelassen und verkauft werden.